# يان جوسينس
يان جوسينس (بالهولندية: Jan Goossens)‏ هو لاعب كرة قدم هولندي في مركز الهجوم، ولد في 18 ديسمبر 1958 في Velp, Gelderland ‏ في هولندا. لعب مع إن إي سي نيميخن وسان خوزيه إيرث كويكس وسان خوسيه إيرثكويكس وهيراكليس ألميلو.